# Северенс (Канзас)
Северенс (англ. Severance) — місто (англ. city) в США, в окрузі Доніфан штату Канзас. Населення — 76 осіб (2020).

## Географія
Северенс розташований за координатами 39°46′1″ пн. ш. 95°14′57″ зх. д. / 39.76694° пн. ш. 95.24917° зх. д. (39.766817, -95.249233).  За даними Бюро перепису населення США в 2010 році місто мало площу 0,36 км², уся площа — суходіл.

## Демографія
Згідно з переписом 2010 року, у місті мешкали 94 особи в 39 домогосподарствах у складі 21 родини. Густота населення становила 259 осіб/км².  Було 49 помешкань (135/км²).
Расовий склад населення:
| - 100,0 % — білих |

До двох чи більше рас належало 0,0 %. Частка іспаномовних становила 0,0 % від усіх жителів.
За віковим діапазоном населення розподілялося таким чином: 25,5 % — особи молодші 18 років, 56,4 % — особи у віці 18—64 років, 18,1 % — особи у віці 65 років та старші. Медіана віку мешканця становила 43,5 року. На 100 осіб жіночої статі у місті припадало 91,8 чоловіків;  на 100 жінок у віці від 18 років та старших — 94,4 чоловіків також старших 18 років.
За межею бідності перебувало 14,3 % осіб, у тому числі 7,1 % дітей у віці до 18 років та 7,1 % осіб у віці 65 років та старших.
Цивільне працевлаштоване населення становило 35 осіб. Основні галузі зайнятості: освіта, охорона здоров'я та соціальна допомога — 65,7 %, виробництво — 20,0 %, сільське господарство, лісництво, риболовля — 5,7 %, транспорт — 2,9 %.